# Julian Smith
Julian Richard Smith  (nacido el 30 de agosto de 1971 en Stirling en Escocia) es un político británico que fue Secretario de Estado para Irlanda del Norte desde julio de 2019 hasta febrero de 2020 en el gabinete de Boris Johnson. Miembro del Partido Conservador, ha sido miembro de parlamento (MP) por Skipton and Ripon desde las elecciones generales de 2010.  
Fue nombrado jefe del grupo parlamentario por la entonces primera ministra Theresa May en noviembre de 2017 hasta julio de 2019. Anteriormente fue Asistente al Jefe del grupo parlamentario bajo Gavin Williamson desde junio hasta noviembre de 2017.
Además de su trabajo como diputado, trabaja como asesor de varias empresas, que le pagan 144.000 libras al año.